# Oluwatoyin Salau
Oluwatoyin Ruth "Toyin" Salau (27 de agosto de 2000 – 13 de junho de 2020) foi uma ativista de 19 anos do Black Lives Matter que desapareceu no dia 6 de junho de 2020, pouco depois de enviar uma mensagem no Twitter sobre ter sido agredida sexualmente. O corpo de Salau foi encontrado em Tallahassee, Flórida, uma semana depois, no dia 13 de junho de 2020, e sua morte foi confirmada na segunda-feira, 15 de junho de 2020. A morte de Salau está sendo investigada como homicídio.
Salau participou ativamente dos protestos do Black Lives Matter em 2020 em Tallahassee. Ela foi descrita como uma "líder em ascensão" e uma "voz proeminente" no movimento. Ela participou principalmente nos protestos contra a morte de McDade.

## Desaparecimento e morte
Salau participava ativamente dos protestos do Black Lives Matter em Tallahassee. Pouco antes de seu desaparecimento, em 6 de junho de 2020, ela enviou uma mensagem pelo Twitter sobre ter sido agredida sexualmente por um homem depois de ter sido oferecida uma carona para levá-la de volta a uma igreja onde buscava "refúgio" por causa de "condições de vida injustas". Após alguns dias onde moradores de Tallahassee e o Departamento de Polícia realizaram a busca por ela, seu corpo foi encontrado no dia 13 de junho de 2020, por volta das 21h15, horário local, na região sudeste da cidade. O corpo de Salau foi descoberto junto ao de Victoria Sims, uma mulher de 75 anos que atuava na política local.

## Suspeito
O suspeito, um afro-americano de 49 anos, foi preso em Orlando na madrugada do dia 14 de junho e acusado de assassinato. Os corpos haviam sido encontrados próximos à sua casa em Tallahassee na noite anterior. Ele havia sido preso no mês anterior, por lesão corporal, após um policial avistá-lo chutando uma mulher no estômago após ela ter recusado avanços sexuais.

## Reação
"RIP Toyin" e "Toyin" se tornaram "assunto do momento" no Twitter, juntamente da hashtag #JusticeForToyin, depois que a notícia saiu de que o corpo de Salau havia sido encontrado.